# Annunziata (nome)
Annunziata  è un nome proprio di persona italiano femminile.

## Varianti
- Femminili: Annunciata[1][3][4]
  - Alterati: Annunziatina[3]
  - Ipocoristici: Annunzia[3][4], Annuncia[3], Nunziata[3][4], Nunzia[1][2][3][4], Nuncia[3], Nunziatina[1][2][3][4], Nunziatella[4], Nunziella[3], Nunzietta[3], Tina[1]
  - Composti: Maria Annunziata[2]
- Maschili: Annunziato[1][3][4], Annunciato[1][3][4]
  - Ipocoristici: Annunzio[3][4], Annuncio[3], Nunziato[3], Nunzio[1][3][6][7]

### Varianti in altre lingue
- Polacco: Anuncjata

## Origine e diffusione

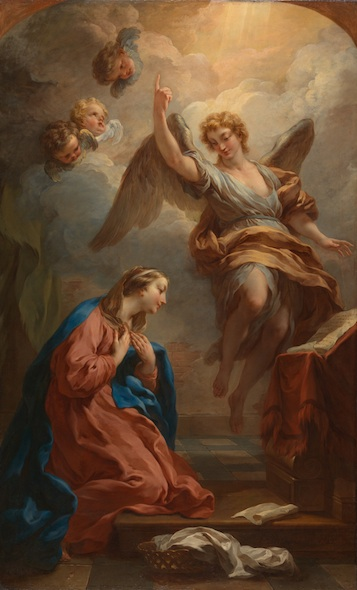
L'Annunciazione in un dipinto di François Lemoyne

È un nome di chiaro stampo cattolico e mariano, che fa riferimento all'Annunciazione, l'episodio biblico in cui l'angelo Gabriele annuncia a Maria  il concepimento di Gesù. Per la precisione, "Annunciazione" viene dal latino Annuntiatio, un termine che traduce il greco biblico Ευαγγελισμός (Euangelismos); questo però vuol dire non solo "annuncio", bensì "buon annuncio", una sfumatura di significato andata perduta.
Il nome, che spesso si trova in forma composta con Maria ("Maria Annunziata"), è diffuso in tutta Italia ma in particolare nel Sud, specie per quanto riguarda le forme abbreviate. "Annunziata" è comunemente abbreviato in "Nunziata" e quindi in "Nunzia", da cui è ricavato il maschile "Nunzio"; esso coincide inoltre con il termine italiano "nunzio", che vuol dire "messaggero", con cui però non ha alcuna correlazione.
È legato, per origine ed etimologia, al nome italiano Nunziante e a quello spagnolo Anunciación, che però differiscono leggermente per formazione e significato.

## Onomastico
Chi porta questo nome festeggia solitamente l'onomastico il 25 marzo, in occasione della festa dell'Annunciazione. Si ricordano però anche due santi di nome Nunzio (san Nunzio, confessore del VII secolo venerato nella diocesi di Namur e onorato il 10 ottobre, e san Nunzio Sulprizio, operaio, commemorato il 5 maggio) e una beata di nome Annunciata (Annunciata Cocchetti, fondatrice delle Suore di Santa Dorotea di Cemmo, ricordata il 23 marzo).

## Persone

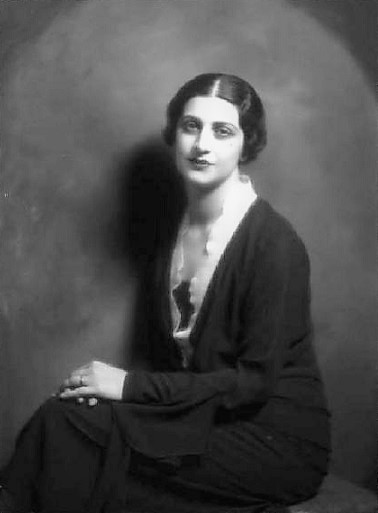
Annunziata "Tina" Lattanzi

- Annunziata "Tina" Lattanzi, attrice e doppiatrice italiana
- Annunziata Scipione, pittrice e scultrice italiana

### Variante Nunzia
- Nunzia Catalfo, politica italiana
- Nunzia De Girolamo, politica italiana
- Nunzia Fumo, attrice italiana
- Nunzia Greton, cantante italiana
- Nunzia Schiano, attrice italiana

### Variante maschile Annunziato
- Annunziato Vitrioli, pittore italiano

### Variante maschile Nunzio
- Nunzio Bava, pittore italiano

Nunzio Gallo

- Nunzio Di Roberto, calciatore italiano
- Nunzio Federigo Faraglia, abate, storico e filologo italiano
- Nunzio Ferraiuoli, pittore italiano
- Nunzio Filogamo, conduttore radiofonico e conduttore televisivo italiano
- Nunzio Galantino, vescovo cattolico italiano
- Nunzio Gallo, cantante e attore italiano
- Nunzio Incannamorte, militare italiano
- Nunzio Malasomma, regista e sceneggiatore italiano
- Nunzio Nasi, politico italiano
- Nunzio Rotondo, trombettista e compositore italiano
- Nunzio Sciavarrello, pittore, incisore e scenografo italiano
- Nunzio Sulprizio, operaio e artigiano italiano

## Il nome nelle arti
- Nunzio Cammarota è un personaggio della soap opera Un posto al sole.